# Кастелалто
Кастелалто (итал. Castellalto) је насеље у Италији у округу Терамо, региону Абруцо.
Према процени из 2011. у насељу је живело 397 становника. Насеље се налази на надморској висини од 402 м.

## Становништво
| 1931. | 1936. | 1951. | 1961. | 1971. | 1981. | 1991. | 2001. | 2011. |
| ----- | ----- | ----- | ----- | ----- | ----- | ----- | ----- | ----- |
| 3.666 | 3.944 | 4.255 | 4.039 | 3.890 | 4.779 | 5.866 | 6.637 | 7.359 |